# リッキ・リー
リッキ・リー（Lykke Li、本名:リー・リッキ・ティモテイ・スヴェンソン・ザックリソン、1986年3月18日 - ）は、スウェーデン出身のシンガーソングライターである。リッケ・リーと表記されることも多い。
ポップ、インディー・ロック、エレクトロニックといった様々な要素を混合した音楽を手がけており、作品中にはヴァイオリンやシンセサイザー、トランペット、タンバリン、サクソフォーン、チェロといった様々な楽器が登場する。
音楽的な影響源はニール・ヤング、シャングリラス、ディス・モータル・コイル、ビートルズ、ローリング・ストーンズなど。

## 来歴
父はミュージシャン、母は写真家という環境で、スウェーデンのイースタッドで生を受けた。幼少の頃、家族でストックホルムに移住、6歳から5年間はポルトガルの山頂で生活していた。またリスボンやモロッコ、冬季にはネパールやインドでも生活していた。19歳の頃には、ニューヨークのブルックリンの親類の元で3ヶ月間生活し、21歳の頃、アルバム制作のためスウェーデンに戻った。
2008年、ピーター・ビヨーン・アンド・ジョンのビヨーン・イットリングのプロデュースによるアルバム『Youth Novels』でデビュー。メタクリティックによると、 27の批評媒体から、平均して100点満点中75点という好意的な評価を受けた。2011年、同プロデューサーによる2作目『ウーンデッド・ライムス』をリリース。前作以上の商業的な成功と、批評家筋の評価を集め、メタクリティックでは、34の媒体から平均83点を得ている。
2014年5月、3作目となるアルバム『I Never Learn』をリリース。ピッチフォーク・メディアからは「Best New Music」に選ばれた。

## ディスコグラフィ

### スタジオ・アルバム
- Youth Novels (2008年)
- 『ウーンデッド・ライムス』 - Wounded Rhymes (2011年)
- I Never Learn (2014年)
- So Sad So Sexy (2018年)